# Lista de invariantes topológicos
Um invariante topológico é uma propriedade de um espaço topológico que é preservada por qualquer homeomorfismo.

## Invariantes topológicos
- Compacidade
- Conexidade
- Conexidade por arcos
- Característica de Euler
- Grupo fundamental
- Grupos de homologia
- Grupos de homotopia